# Stare Czarnowo

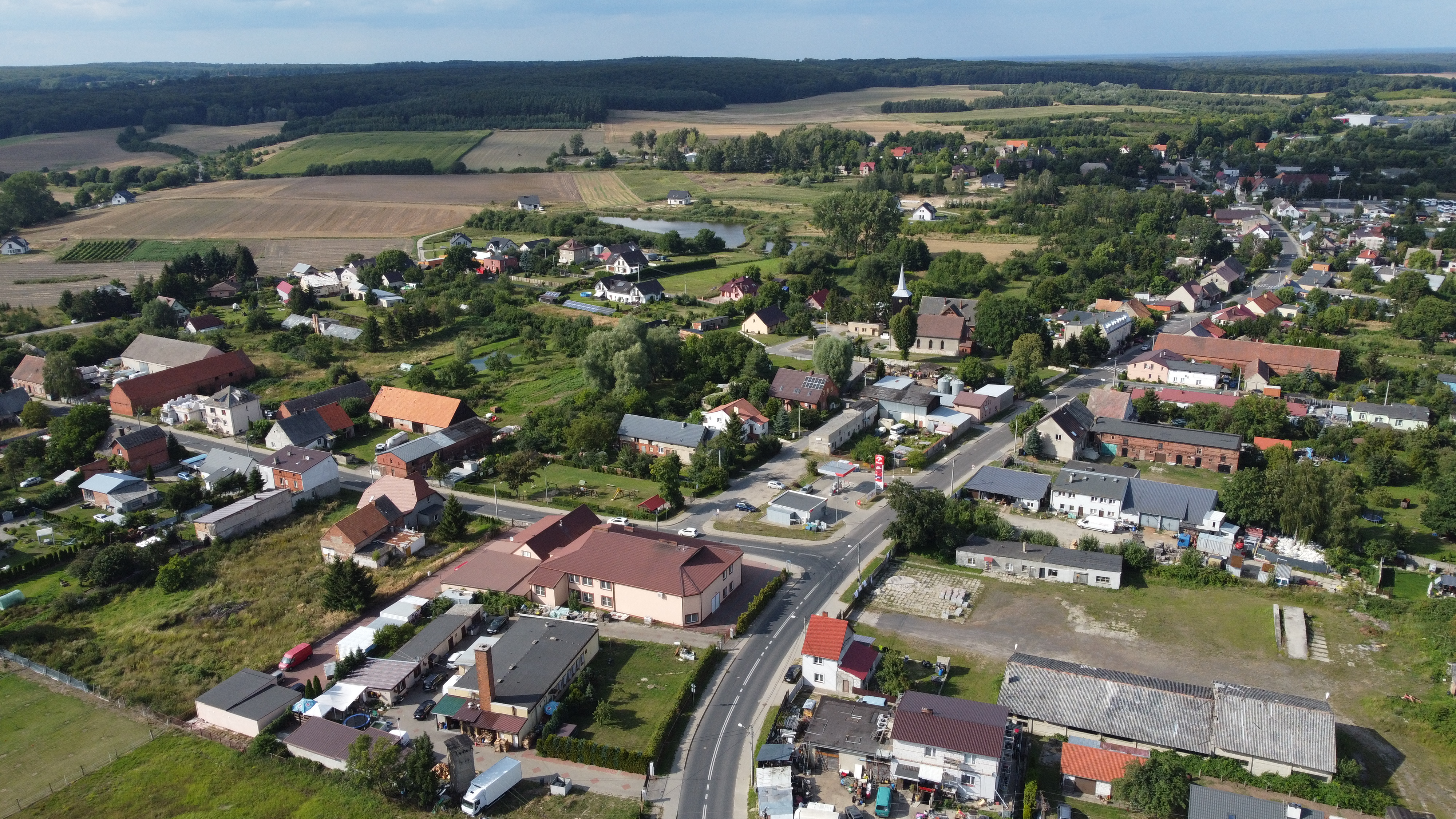
Ortsbild von 2021

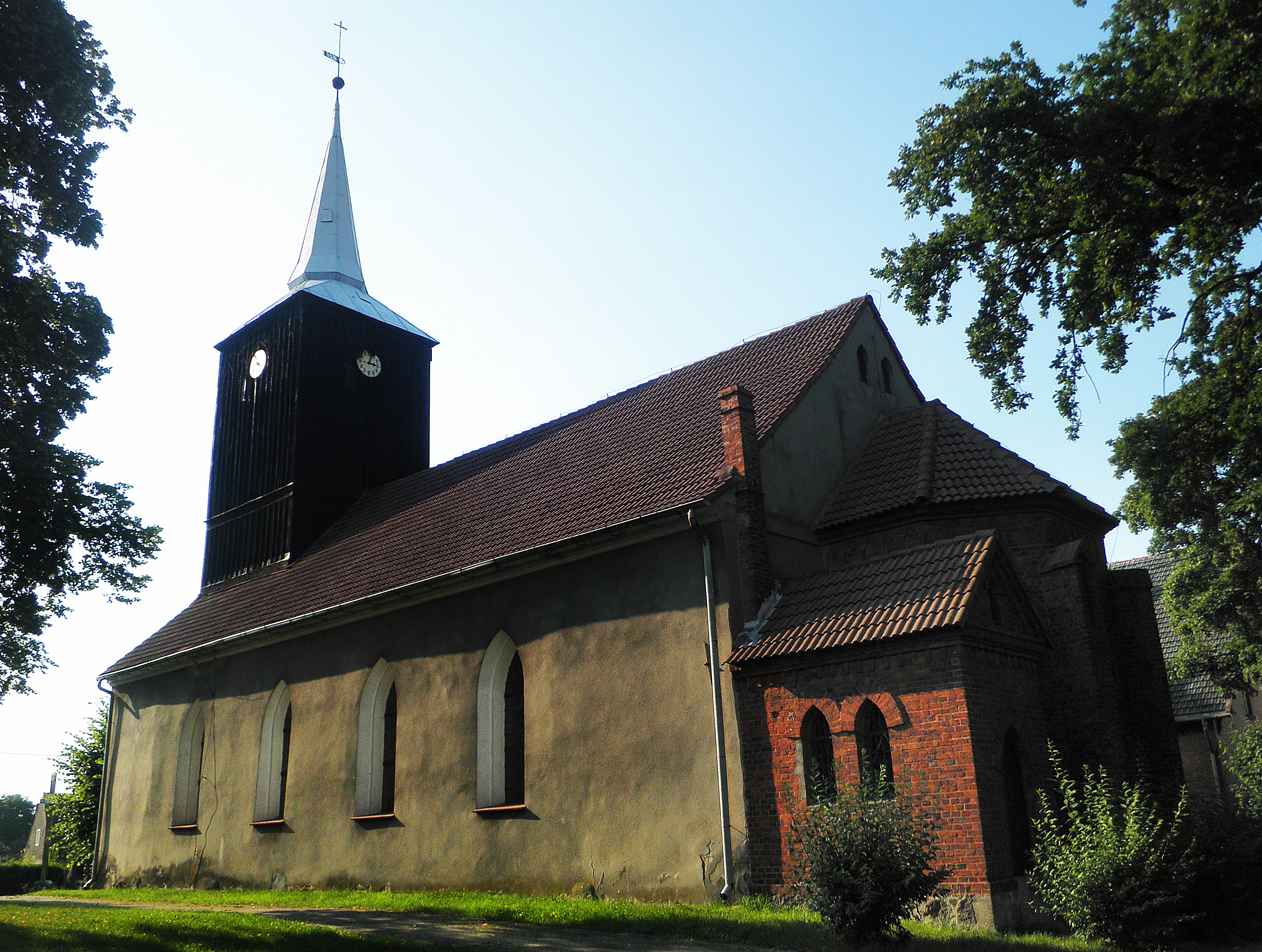
Kirche Unserer Lieben Frau Hilfe der Christen in Stare Czarnów

Stare Czarnowo (deutsch Neumark) ist ein Dorf in der polnischen Woiwodschaft Westpommern. Es ist Sitz der gleichnamigen Landgemeinde im Norden des Powiats Gryfiński.

## Geographische Lage
Die Ortschaft liegt in Hinterpommern, am Südostrand des Landschaftsschutzparks Szczeciński Park Krajbrazowy in der Puszcza Bukowa (Buchheide),
etwa zwanzig Kilometer südöstlich von Stettin. 

## Das Dorf Stare Czarnowo (Neumark)

### Geschichte
Die Siedlung wurde erstmals um 1180 erwähnt, als Bischof Konrad I. von Cammin dem Kloster Kolbatz den Bischofszehnten in Cirnowe – wie die Siedlung damals hieß – verlieh. Im Jahre 1234 überließ Swantibor, ein Adliger aus der Linie der Swantiboriden, die Siedlung selber dem Kloster Kolbatz. Das Kloster richtete dort um 1250 einen Marktflecken ein, den es Nienmarkt nannte, woraus sich der Ortsname Neumark entwickelte. 1255 wird der Schulze des Fleckens namens Arnold in einer Urkunde als Zeuge genannt.
Herzog Bogislaw IV. entzog 1283 Neumark zugunsten von Greifenhagen formal das Marktrecht, was aber offenbar nicht umgesetzt wurde, da der Markt auch später noch genannt ist. 1325 wird in Neumark eine Grangie erwähnt. Im gleichen Jahr richtet eine große Feuersbrunst im Dorf erheblichen Schaden an.
1342 wird Neumark als Stadt genannt und ein – außerhalb des Ortes bestehendes – Hospital erwähnt. Auf der Lubinschen Karte (1618) ist der Ort als Nienstadt bezeichnet. Um 1779 bestanden in Neumark einschließlich seines Vorwerks 79 Haushaltungen („Feuerstellen“). 1939 lebten hier 918 Einwohner in 250 Haushaltungen auf einer Gemeindefläche von 1.555 Hektar.
Bis 1945 bildete Neumark mit den Ortschaften Klausdamm und Sackshaus eine Gemeinde im Landkreis Greifenhagen im Regierungsbezirk Stettin der preußischen Provinz Pommern des Deutschen Reichs. Die Gemeinde  gehörte zum Amtsbezirk Kolbatz und Standesamt Kolbatz sowie zum Amtsgerichtsbezirk Greifenhagen. 
Nach der Besetzung der Region im Zweiten Weltkrieg durch die Rote Armee 1945 wurde Neumark zusammen mit Hinterpommern (militärische Sperrgebiete ausgenommen) seitens der sowjetischen Besatzungsmacht der Volksrepublik Polen zur Verwaltung unterstellt und in Stare Czarnowo umbenannt. Einhergehend mit der Zuwanderung von Polen wurde die deutsche Bevölkerung von der polnischen Administration aus dem Kreisgebiet vertrieben.

### Kirche

#### Kirchengemeinde
Vor 1945 war die überwiegende Mehrheit der Bevölkerung evangelischer Konfession. Neumark war Pfarrort, und zum Kirchspiel gehörten die Filialkirchengemeinden Kolbatz (Kołbacz) sowie Dobberphul (Dobropole Gryfińskie), ehedem auch Seelow (Żelewo), außerdem die Ortschaften Geiblershof (Komorówko), Heidchen (Nieznań) und Hofdamm (Dębina). Die Parochie gehörte zum Kirchenkreis Kolbatz im Westsprengel der Kirchenprovinz Pommern der Kirche der Altpreußischen Union. Das Kirchenpatronat hatten die staatlichen Behörden (ehedem der Landesherr) inne. 1940 zählte das Kirchspiel Neumark 2080 Gemeindeglieder, von den 1020 im Pfarrort wohnten.
Mit der Pfarrstelle in Neumark war vor 1616, dann wieder ab 1698 das Amt des Präpositus bzw. Superintendenten des Kirchenkreises Kolbatz verbunden.
Seit 1945 gehören die evangelischen Einwohner von Neumark zum Kirchspiel der St.-Trinitatiskirche (ehemalige St. Getrudenkirche) in Stettin, die der Diözese Breslau der Evangelisch-Augsburgischen Kirche in Polen zugeordnet ist.
Die heute römisch-katholische Pfarrei Stare Czarnowo ist Teil des Dekanats Kołbacz im Erzbistum Stettin-Cammin der polnischen katholischen Kirche.

#### Dorfkirche
Eine erste Kirche wird in Neumark bereits 1348 erwähnt und brannte 1531 aus, ebenso der Neubau 1826. Die heutige Kirche ist ein schlichter neugotischer Putzbau mit einem aus dem Dach steigenden Holzturm. Sie wurde nach 1945 zugunsten der Katholischen Kirche in Polen enteignet und auf den Namen der Matki Boskiej Wspomożenia Wiernych (Unserer Lieben Frau Hilfe der Christen).

#### Pfarrer bis 1945
Vor 1616 und ab 1698 waren die Geistlichen von Neumark zugleich Superintendenten des Kirchenkreises Kolbatz:
| - Johann Strohschneider, bis 1616 - Martin Braunschweig, 1617–1654 - David Blenno, 1656–1665 - Anton Fuchs, 1666–1673 - Joachim Meyen, 1676–1719 - Friedrich Julius Hilarius, 1719–1757 - Samuel Neumann, 1757–1758 - Johann Georgi, 1758–1783 - Karl Wilhelm Schulz, 1783–1814 - Christian Gottlieb Ringeltaube, 1814–1826 | - Friedrich Wilhelm Strauß, 1827–1848 - Maximilian Theodor Hermann Richter, 1849–1856 - Georg Heinrich Eduard Zietlow, 1856–1878 - August Ferdinand Gruel, 1879–1889 - Heinrich Ferdinand Rutzen, 1889-? - N.N. - Karl August Gustav Wetzel, 1905–1923 - Karl von Scheven, 1924–1928 - Otto Krüger, 1929–1939 - Emil Priewe, 1940–1945 |

### Persönlichkeiten des Ortes

#### Söhne und Töchter des Ortes
- Konrad Agahd (1867–1926), deutscher Pädagoge, Schriftsteller und Journalist
- Fritz Sack (* 1931), deutscher Soziologe und Kriminologe

#### Persönlichkeiten, die im Ort wirkten
- Karl von Scheven (1882–1954), evangelischer Theologe und späterer Bischof der Pommerschen Evangelischen Kirche, war von 1924 bis 1928 Pfarrer und Superintendent in Neumark

## Landgemeinde Stare Czarnowo

### Allgemeines

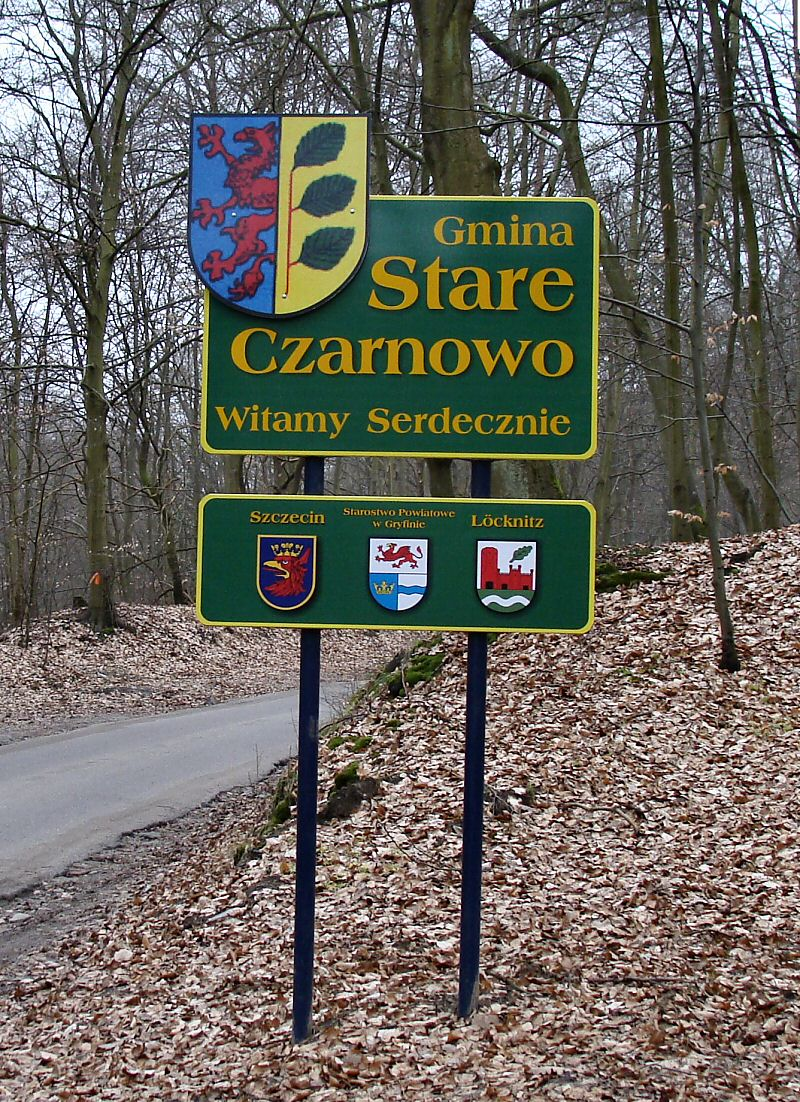
Ortsschild der Gmina Stare Czarnowo

Das Dorf Stare Czarnowo ist zugleich Amtssitz der gleichnamigen Landgemeinde. Sie hat eine Fläche von insgesamt 153,17 km² und eine Einwohnerzahl von 3875. In der Gemeinde gibt es die einheitliche Postleitzahl 74-106.
Im Nordosten der Gemeinde durchfließt die Płonia (Plöne) das Gemeindegebiet. Sie entspringt im Jezioro Barlinecki (Berlinchener See) und mündet nach 74 Kilometern in den Jezioro Dąbie (Dammscher See) bei Stettin.
Der Ort Dobropole Gryfińskie (Dobberphul) liegt im Waldgebiet der Puszcza Bukowa (Buchheide) im Landschaftsschutzgebiet.
Nachbargemeinden sind:
- Stettin (kreisfreie Stadt)
- Gryfino (Greifenhagen) im Powiat Gryfiński
- Bielice und Warnice (Warnitz) im Powiat Pyrzycki (Kreis Pyritz)
- Kobylanka (Kublank) und Stargard (Stargard in Pommern) im Powiat Stargardzki (Kreis Stargard).

### Gemeindegliederung
Zur Gmina gehören 12 Ortsteile (Schulzenämter) bei insgesamt 20 Ortschaften.
Die Ortsteile (Schulzenämter) sind:
| - Binowo (Binow) - Dębina (Hofdamm) - Dobropole Gryfińskie (Dobberphul) - Glinna (Glien) - Kartno (Kortenhagen) - Kołbacz (Kolbatz) | - Kołowo (Kolow) - Komorówko (Geiblershof) - Nieznań (Heidchen) - Stare Czarnowo (Neumark) - Żelewo (Seelow) - Żelisławiec (Sinzlow) |

Daneben bestehen noch die Siedlungen Będogoszcz (Schützenaue), Binówko (Binower Spitze), Modrzewko (Louisenhof), Węglino (Fliederbruch), Kołówko, Gliniec (Pflanzgarten), Małolesie (Buchenhain) und Osetne Pole (Karlsberg).
Das Zentrum der Gemeinde ist das Dorf Stare Czarnowo (Neumark).

### Verkehr

#### Straßen
Das Gebiet der Gmina Stare Czarnowo wird in Nord-Süd-Richtung von der verkehrsreichen polnischen Landesstraße (DK) 3 (auch: Europastraße 65) durchzogen, die in Świnoujście (Swinemünde) ihren Anfang nimmt, und über Stettin-Płonia (Buchholz/Hohenkrug) – Pyrzyce (Pyritz) – Zielona Góra (Grünberg/Schlesien) – Legnica (Liegnitz) bis nach Jakuszyce (Jakobsthal) führt und in Tschechien ihre Fortsetzung findet. Zwischen Stettin und dem kleinen Ort Renice (Rehnitz) verläuft die DK 3 auf der Trasse der ehemaligen deutschen Reichsstraße 112. 
Bis zur Woiwodschaftshauptstadt Stettin sind es – über die Landesstraße 3 (Teil der ehemaligen deutschen Reichsstraße 112) – zwanzig Kilometer, und ebenso weit ist die – über die Woiwodschaftsstraße 120 zu erreichende – Kreisstadt Gryfino (Greifenhagen) entfernt.  
Eine Ost-West-Anbindung erhält Stare Czarnowo durch die Woiwodschaftsstraße 120, die den Verkehr von der deutschen Bundesstraße 113 am Grenzübergang Gryfino (Greifenhagen) aufnimmt und ihn über Stare Czarnowo bis nach Kobylank (Kublank) an der Landesstraße 10 weiterleitet.

#### Schienen

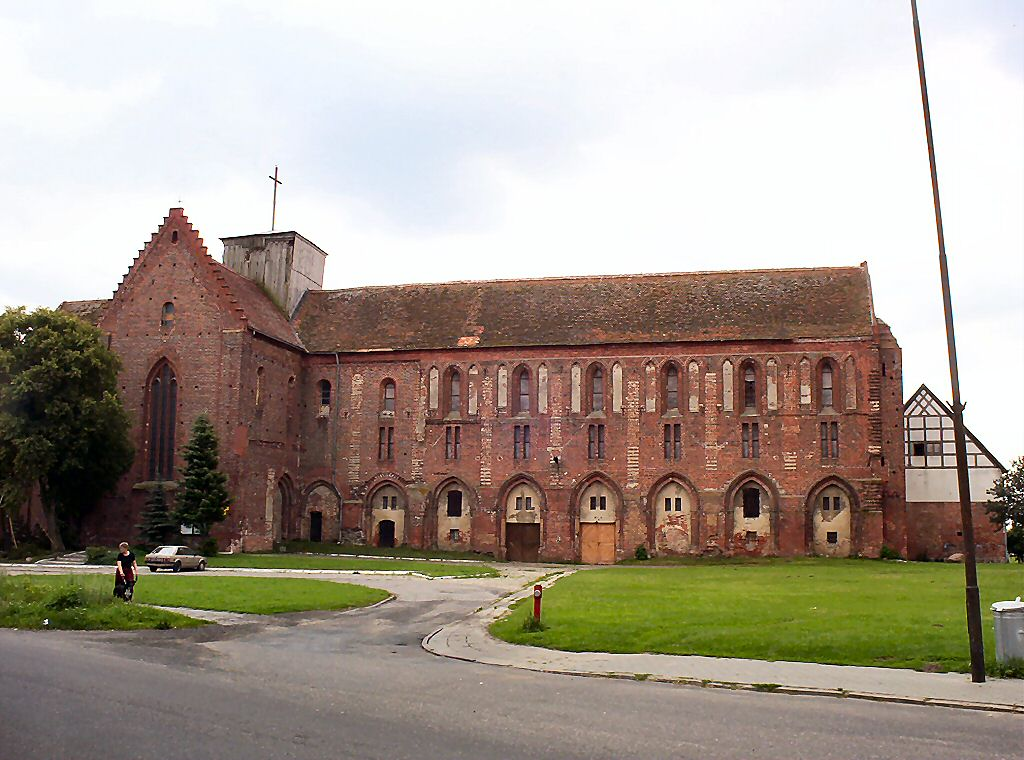
Gebäude des ehemaligen Klosters Kolbatz in der Gmina Stare Czarnowo

Der Ort verfügt über keinen direkten Bahnanschluss mehr, seit die bis 1945 von den Greifenhagener Bahnen betriebene Strecke Finkenwalde (heute polnisch: Zdroje) – Klein Schönfeld (Chwarstnica) eingestellt worden ist. Damals berührte die Bahnstrecke zahlreiche Orte der heutigen Gmina Stare Czarnowo. 

### Sehenswürdigkeiten
Als besonders sehenswert gilt für das Gemeindegebiet Stare Czarnowo das Kloster Kolbatz im heutigen Ortsteil Kołbacz, das für die pommersche (Kirchen-)Geschichte von herausragender Bedeutung war und auch das Dorf Neumark in seiner Anfangszeit an seiner Geschichte beteiligt hat. Es handelt sich um ein ehemaliges Zisterzienser-Kloster. Mit diesem Ortsteil ist die Gmina Stare Czarnowo auch an die polnische Szlak cysterski (Zisterzienserstraße) angebunden.

#### Deutsche Kriegsgräberstätte Neumark (Stare Czarnowo)

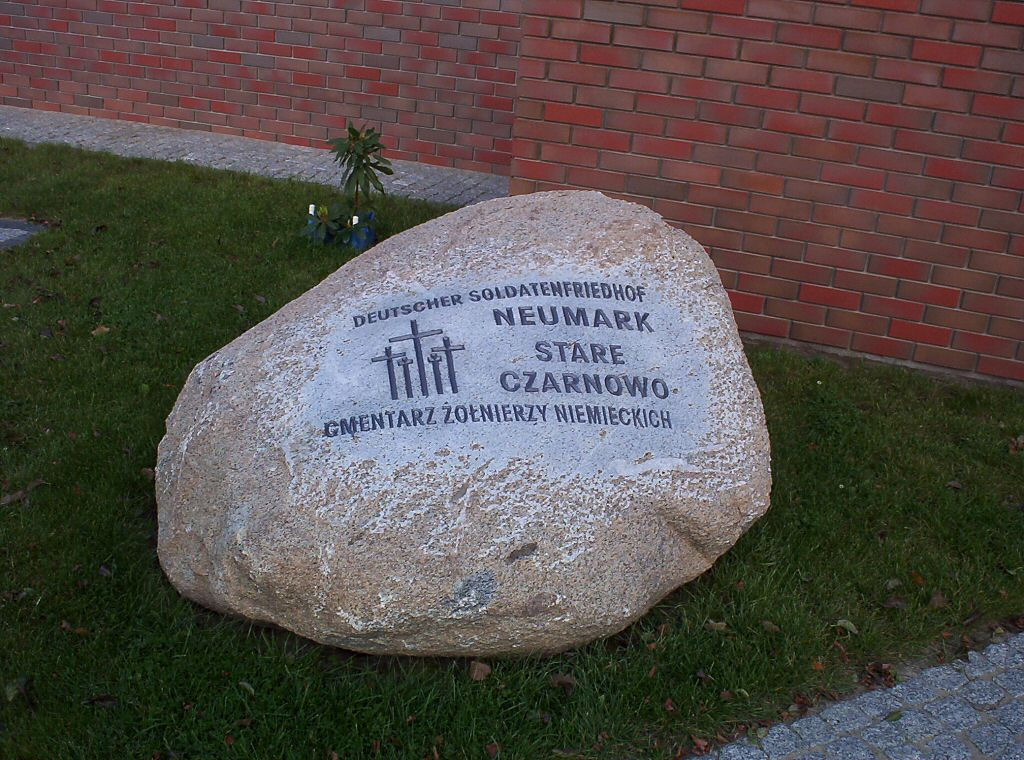
Stein am Deutschen Soldatenfriedhof Stare Czarnowo (Neumark) in Glinna (Glien)

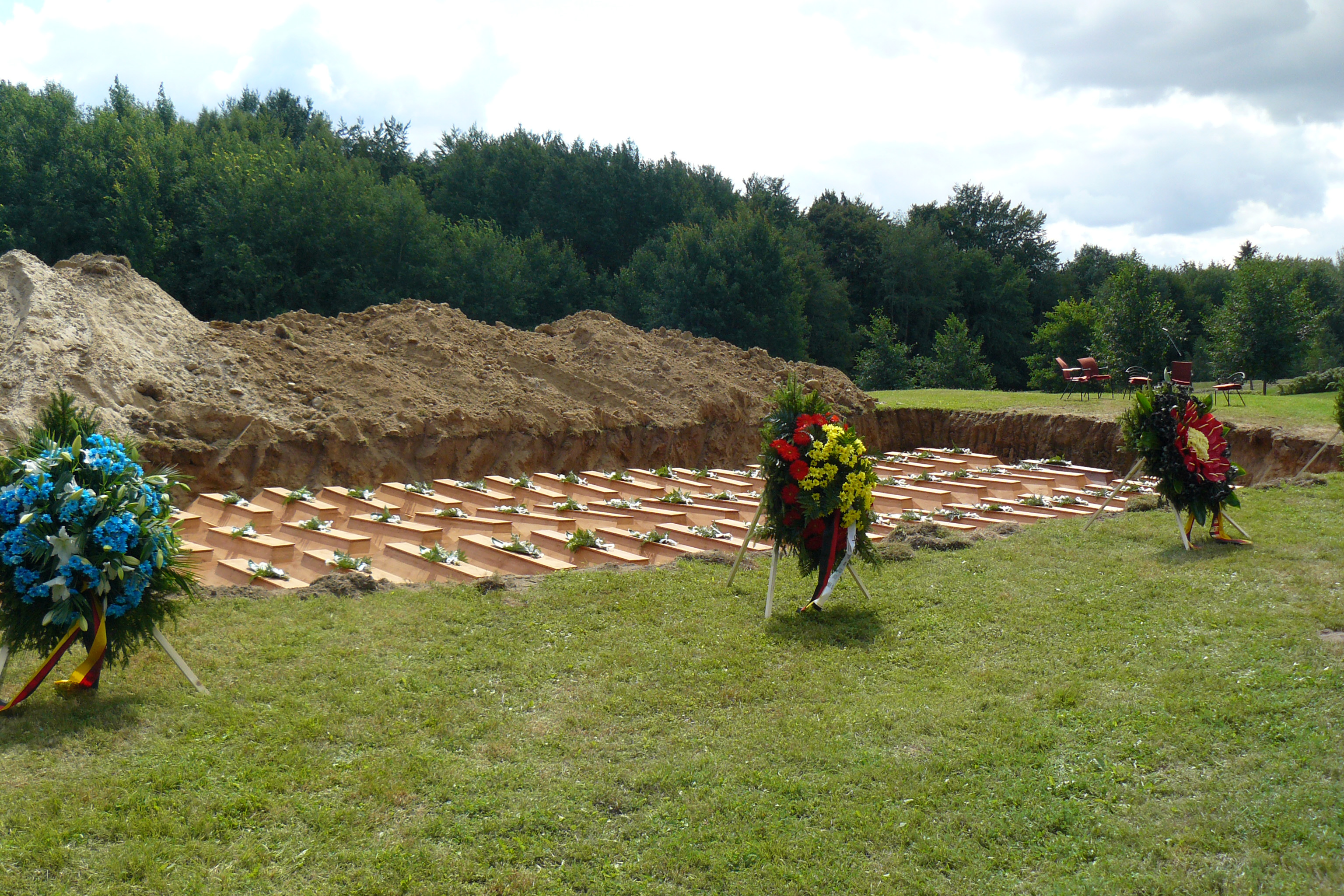
Gräberfeld zivile Opfer aus Marienburg

Im Ortsteil Glinna (Glien) ist es dem Volksbund Deutsche Kriegsgräberfürsorge gelungen, im Zusammenwirken mit den polnischen Institutionen eine deutsche Kriegsgräberstätte anzulegen, die am 15. Juli 2006 eingeweiht wurde und seitdem von deutschen und polnischen Vereinigungen betreut wird. Mit ihrer Existenz erinnert sie an die zahllosen Opfer, die der Zweite Weltkrieg auch in dieser Region gefordert hat, und hält die Erinnerung an die Verstorbenen wach.
Der Volksbund Deutsche Kriegsgräberfürsorge gibt die Gesamtzahl der auf der Kriegsgräberstätte beerdigten deutschen Kriegstoten mit 20.000 im Dezember 2011 an.
Am 14. August 2009 wurden in einem separaten Gräberfeld 2116 zivile Opfer aus dem ehemaligen Marienburg in Westpreußen beigesetzt. Bei diesen 2116 Toten handelte es sich um 1001 Frauen, 381 Männer, 377 Kinder und 357 Tote, deren Geschlecht und Alter nicht mehr bestimmt werden konnte. Die Skelette dieser Toten waren im Oktober 2008 unterhalb der Marienburg bei Bauarbeiten entdeckt worden. Die genauen Todesumstände sind bisher ungeklärt. Als Todeszeitpunkt wird das Frühjahr 1945 angenommen.
Im April 2017 wurden Gebeine von fast 1800 deutschen Kriegsopfern beigesetzt, die unter einem LKW-Parkplatz in Danzig gefunden wurden.

### Partnergemeinden
Seit 2004 ist Stare Czarnowo mit der Gemeinde Löcknitz in Mecklenburg-Vorpommern verpartnert.